# Statthalter (Suisse)
Le Statthalter, Landestatthalter ou Landstatthalter  (lieutenant) est un titre politique suisse désignant le suppléant du landamman (vice-landamman) dans les cantons suisses alémaniques dotés ou anciennement dotés d'une Landsgemeinde.

## Dénominations
Appenzell Rhodes-Intérieures, Schwytz et Zoug, : Statthalter
Glaris et Nidwald : Landesstatthalter
Obwald, et Uri: Landstatthalter

## Histoire
La fonction apparaît au XVIe siècle. D'une durée d'un ou deux ans, elle était généralement un préalable à l'exercice de la fonction de landamman.

### Spécificités
Dans le canton de Glaris, le Statthalter était alternativement un catholique ou un protestant.
Dans le canton d'Appenzell Rhodes-Extérieures, il était alternativement issu d'une des deux parties du canton divisé par la Sitter.
Dans les villes, il était le substitut de l'avoyer.